# Esteve
Esteve (fl. XIII secolo) è stato un trovatore minore occitano attivo nella prima metà del XIII secolo, originario possibilmente di una regione che comprende Alvernia, Velay, Gévaudan e Vivarais.
Della sua opera si conserva un partimen (Dui cavalier an pregat longamen) composto insieme a Jutge
             [Esteve]

             Duy cavayer an preyat lonjamen

             una dona qu'es bela res e pros;

             e.l us es ricz, manens e poderos

             e.l autre deu may de cen mares d'argent,

             pero cascus la ser a son poder.

             E, car sabetz cals es lo dretz o.l tortz,

             jutjatz cal deu aver la don'enans,

             e jutjatz dreg, que.l jutjamens es grans.

             [Jutge]

             Ieu no fas jes volontier jutjamen

             mas ges aquest non es tant perilhos

             qu'ieu m'i dupte, pus que say las razos,

             ans lo faray, N'Esteve, lialmen.

             La dona deu per razon retener

             aquel que deu, car fa maior esfors,

             qu'el don'e met e.n suefre tan grans dans,

             e.l ric no vol may lo brut e.l bobans.

             [...]